# Bec de dalla gros
El bec de dalla gros (Drymotoxeres pucheranii) és una espècie d'ocell de la família dels furnàrids (Furnariidae) i única espècie del gènere Drymotoxeres.

## Hàbitat i distribució
Habita la selva humida des del centre de Colòmbia fins l sud-est del Perú